# Jalandhar Cantonment
Jalandhar Cantonment è una suddivisione dell'India, classificata come cantonment board, di 40.521 abitanti, situata nel distretto di Jalandhar, nello stato federato del Punjab. In base al numero di abitanti la città rientra nella classe III (da 20.000 a 49.999 persone).

## Geografia fisica
La città è situata a 31° 17' 43 N e 75° 36' 32 E.

## Società

### Evoluzione demografica
Al censimento del 2001 la popolazione di Jalandhar Cantonment assommava a 40.521 persone, delle quali 23.921 maschi e 16.600 femmine. I bambini di età inferiore o uguale ai sei anni assommavano a 4.198, dei quali 2.325 maschi e 1.873 femmine. Infine, coloro che erano in grado di saper almeno leggere e scrivere erano 32.651, dei quali 20.258 maschi e 12.393 femmine.